# Ruggero Marzoli

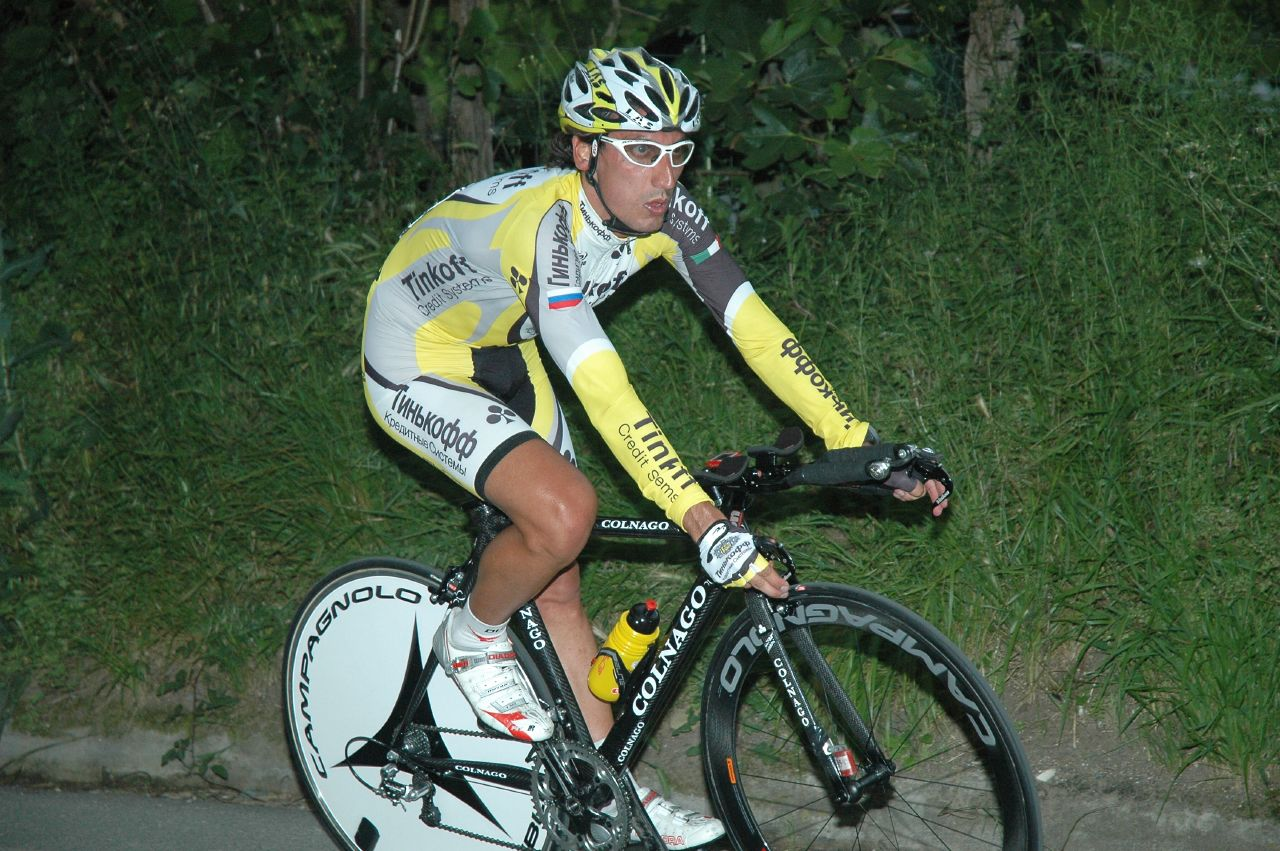
Ruggero Marzoli bei der Euskal Bizikleta 2007

Ruggero Marzoli (* 2. April 1976 in Pescara) ist ein ehemaliger italienischer Radrennfahrer.

## Sportlicher Werdegang
Ruggero Marzoli begann seine Karriere 1999 bei Cantina Tollo. Seinen ersten Erfolg konnte er erst 2003 feiern, nachdem er zu Alessio gewechselt war. Er gewann eine Etappe bei Tirreno–Adriatico und beendete das Rennen auf dem dritten Gesamtrang. 2004 ging er zu Acqua & Sapone, nahm am Giro d’Italia teil und beendete ihn auf dem 23. Platz. In der Saison 2005 gewann Marzoli eine Etappe der Slowenien-Rundfahrt und das italienische Eintagesrennen Trofeo Matteotti. Die UCI Europe Tour 2005 schloss er auf dem vierten Rang ab. 2006 fuhr er für das italienische ProTour-Team Lampre-Fondital. Im Jahr 2008 wurde Marzoli für sechs Monate wegen Dopings gesperrt. Ende der Saison 2012 beendete er seine Karriere.

## Erfolge
2002
- eine Etappe Settimana Internazionale
- eine Etappe Giro della Provincia di Lucca

2003
- eine Etappe Tirreno–Adriatico
- eine Etappe Polen-Rundfahrt
- eine Etappe Giro d’Abruzzo

2004
- eine Etappe Settimana Internazionale
- eine Etappe Giro d’Abruzzo

2005
- eine Etappe Slowenien-Rundfahrt
- Trofeo Matteotti

2007
- eine Etappe Circuit de Lorraine

### Platzierung bei den Grand Tours
| Grand Tour            | 2002 | 2003 | 2004 | 2005 | 2006 | 2007 | 2008 | 2009 | 2010 | 2011 | 2012 |
| --------------------- | ---- | ---- | ---- | ---- | ---- | ---- | ---- | ---- | ---- | ---- | ---- |
| Giro d’ItaliaGiro     | DNF  | DNF  | 23   | −    | −    | −    | −    | 99   | −    | 118  | −    |
| Tour de FranceTour    | −    | −    | −    | −    | −    | −    | −    | −    | −    | −    | −    |
| Vuelta a EspañaVuelta | −    | −    | −    | −    | DNF  | −    | −    | −    | −    | −    | −    |

## Teams
- 1999 Cantina Tollo
- 2000 Cantina Tollo
- 2001 Cantina Tollo
- 2002 Mobilvetta Design-Formaggi Trentini
- 2003 Alessio
- 2004 Acqua & Sapone-Caffè Mokambo
- 2005 Acqua & Sapone-Adria Mobil
- 2006 Lampre-Fondital
- 2007 Team Tinkoff Credit Systems
- 2008 Sperre
- 2009 Acqua & Sapone-Caffè Mokambo
- 2010 Acqua & Sapone-D’Angelo & Antenucci
- 2011 Acqua & Sapone
- 2012 Acqua & Sapone